# 行田駅

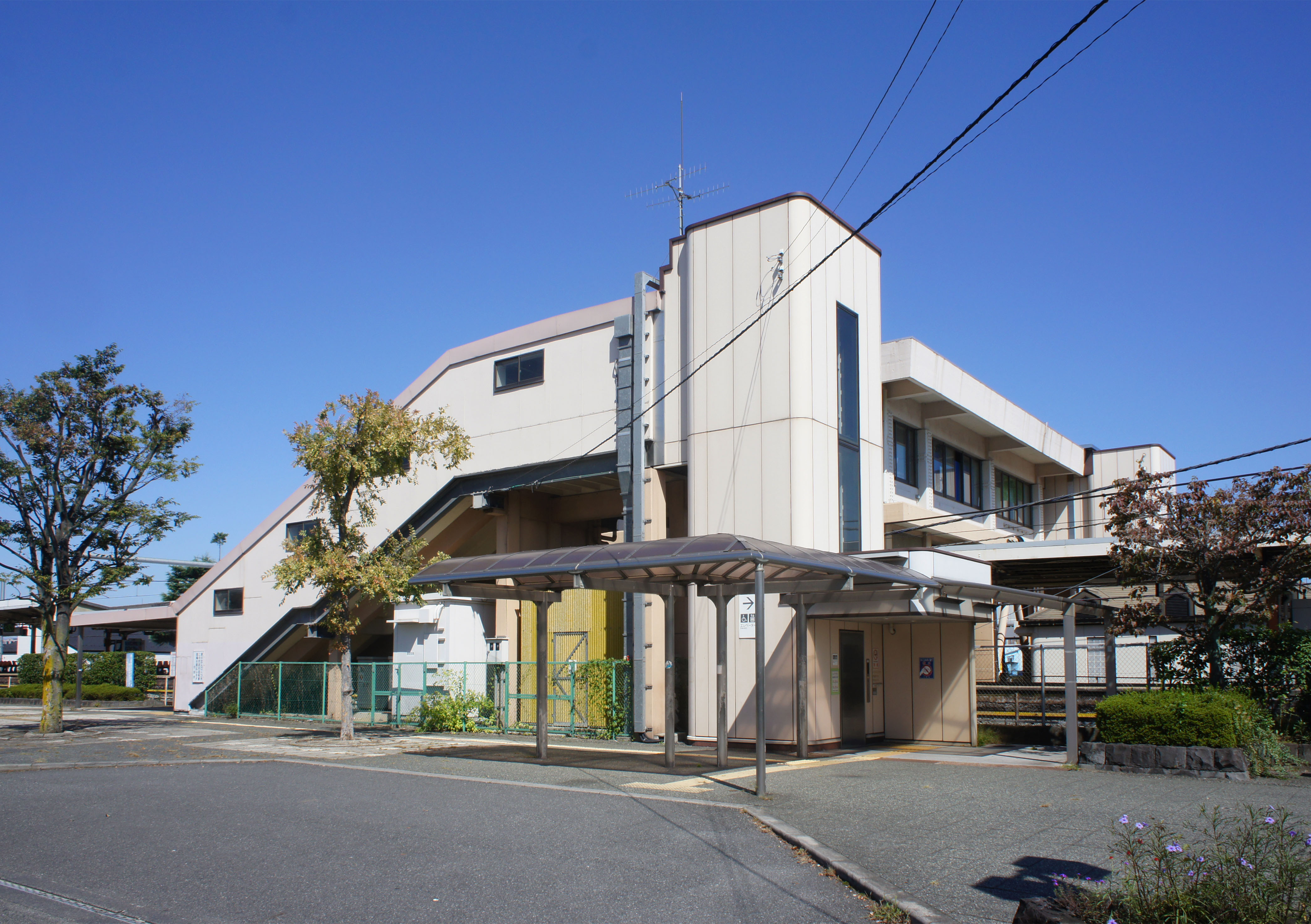
西口（2021年10月）

行田駅（ぎょうだえき）は、埼玉県行田市壱里山町（いちりやまちょう）にある、東日本旅客鉄道（JR東日本）高崎線の駅である。
上野駅発着系統と、新宿駅経由で東海道線に直通する湘南新宿ライン、上野駅・東京駅経由で東海道線に直通する上野東京ラインが停車する。
当駅は行田市の南西端に位置し、市街地中心部にある秩父鉄道の行田市駅とは約5km離れている。

## 歴史
元々「行田駅」は秩父鉄道行田市駅が開業当初名乗った駅名であったが、行田市と旧太井村の合併後、市域に高崎線が通過することになったため、行田市にも国鉄駅の設置要望があり、1966年（昭和41年）7月に当駅が開業した。なお、当駅開業1ヶ月前の1966年（昭和41年）6月1日に秩父鉄道行田駅は「行田市」に駅名変更し、名称を譲る形となった。

### 年表
- 1966年（昭和41年）7月1日：国鉄の駅として開業[1][2]。開業時から旅客のみ扱う旅客駅とし、手小荷物及び貨物扱いは行なわなかった[2]。
- 1987年（昭和62年）4月1日：国鉄分割民営化に伴い、東日本旅客鉄道（JR東日本）の駅となる[2]。
- 1995年（平成7年）2月9日：自動改札機を設置し、供用開始[4]。
- 2001年（平成13年）11月18日：ICカード「Suica」の利用が可能となる[広報 1]。
- 2006年（平成18年）
  - 2月22日：みどりの窓口の営業を終了。
  - 2月23日：「もしもし券売機Kaeruくん」が稼働開始[5][6]。
- 2012年（平成24年）1月31日：「もしもし券売機Kaeruくん」営業終了[7]。
- 2013年（平成25年）
  - 10月1日：発車メロディを夢伝説に変更[8]。
  - 12月5日：指定席券売機稼働開始。
- 2016年（平成28年）3月10日：早朝無人化[9]。

## 駅構造
島式ホーム1面2線を有する地上駅で、橋上駅舎を有している。分岐器や絶対信号機を持たないため、停留所に分類される。
高崎支社所属熊谷統括センター管轄熊谷駅管理で、JR東日本ステーションサービスに委託する業務委託駅。2016年3月10日より、始発から午前6時30分までの間は遠隔対応のため改札係員は不在となり、一部の自動券売機のみ稼働する。
自動券売機、指定席券売機、自動改札機、自動精算機、多機能トイレが設置されている。
かつてはみどりの窓口も設置されていたが、2006年2月23日に「もしもし券売機Kaeruくん」へ置き換えられる形で廃止された。さらに、「もしもし券売機Kaeruくん」も2012年2月2日に多機能券売機に置き換えられる形で営業を終了し、2013年12月5日に指定席券売機が導入されるまで、当駅で指定席などの購入は不可能となっていた。指定席券売機で扱えないきっぷなどの購入が目的であれば熊谷駅まで無賃で往復できる措置が取られている。

### のりば
| 番線 | 路線             | 方向 | 行先                       |
| ---- | ---------------- | ---- | -------------------------- |
| 1    | ■ 高崎線         | 上り | 大宮・東京・新宿・横浜方面 |
| 1    | ■ 湘南新宿ライン | 上り | 大宮・東京・新宿・横浜方面 |
| 1    | ■ 上野東京ライン | 上り | 大宮・東京・新宿・横浜方面 |
| 2    | ■ 高崎線         | 下り | 熊谷・高崎・前橋方面       |

（出典：JR東日本:駅構内図）

### 発車メロディ
2013年10月1日から1番線の発車メロディが、行田市観光大使でありメンバーの根本要が行田市出身のスターダストレビューの代表曲「夢伝説」に変更された。また、2番線には同じく彼らの代表曲である「今夜だけきっと」のサビをアレンジした発車メロディが導入された。しかし、翌2日の15時頃に使用停止となり、1番線と同じ「夢伝説」に変更された（理由は人為的ミス）。いずれもメロディの制作はスイッチで、編曲は塩塚博が手掛けた。

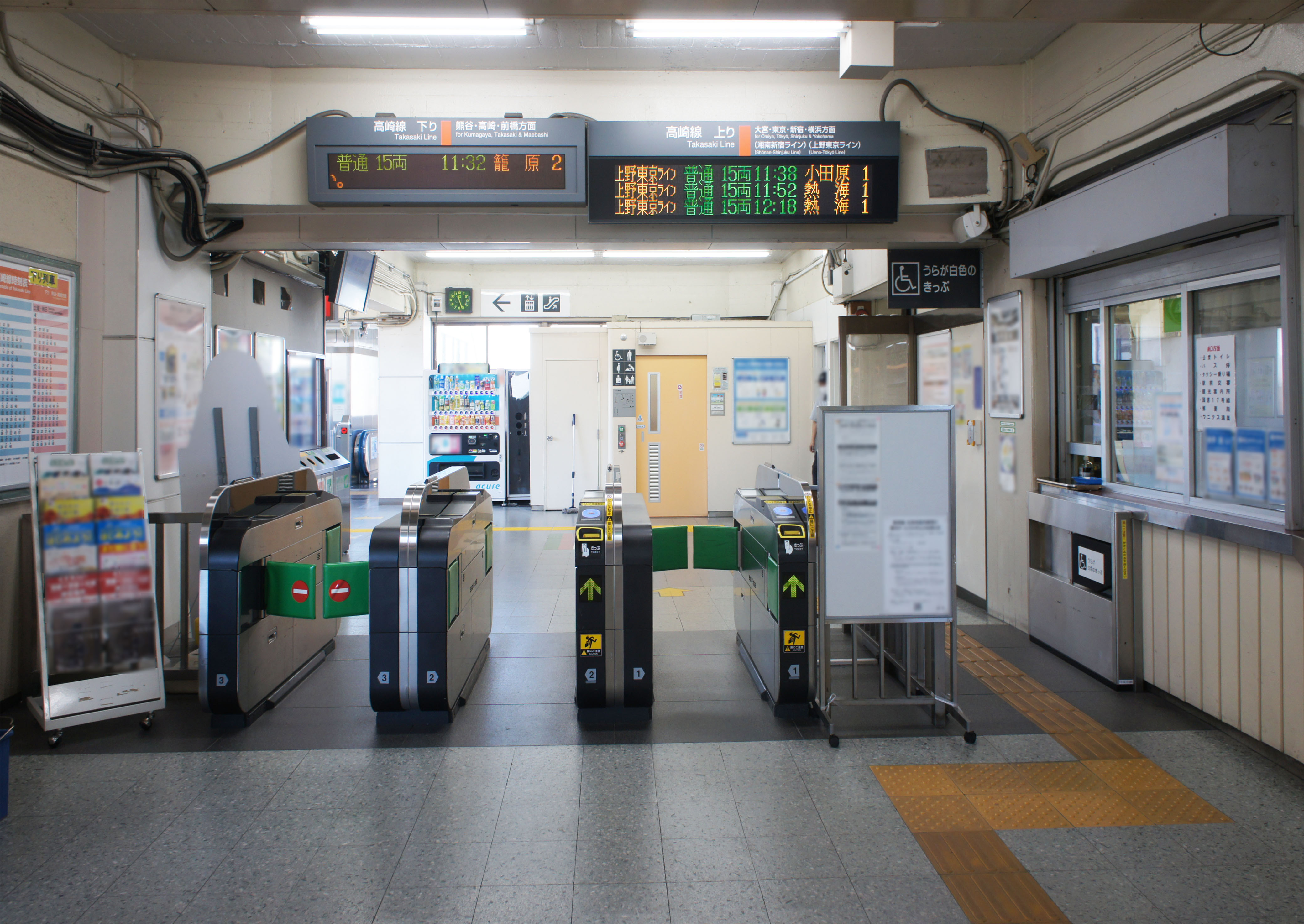
改札口（2021年10月）
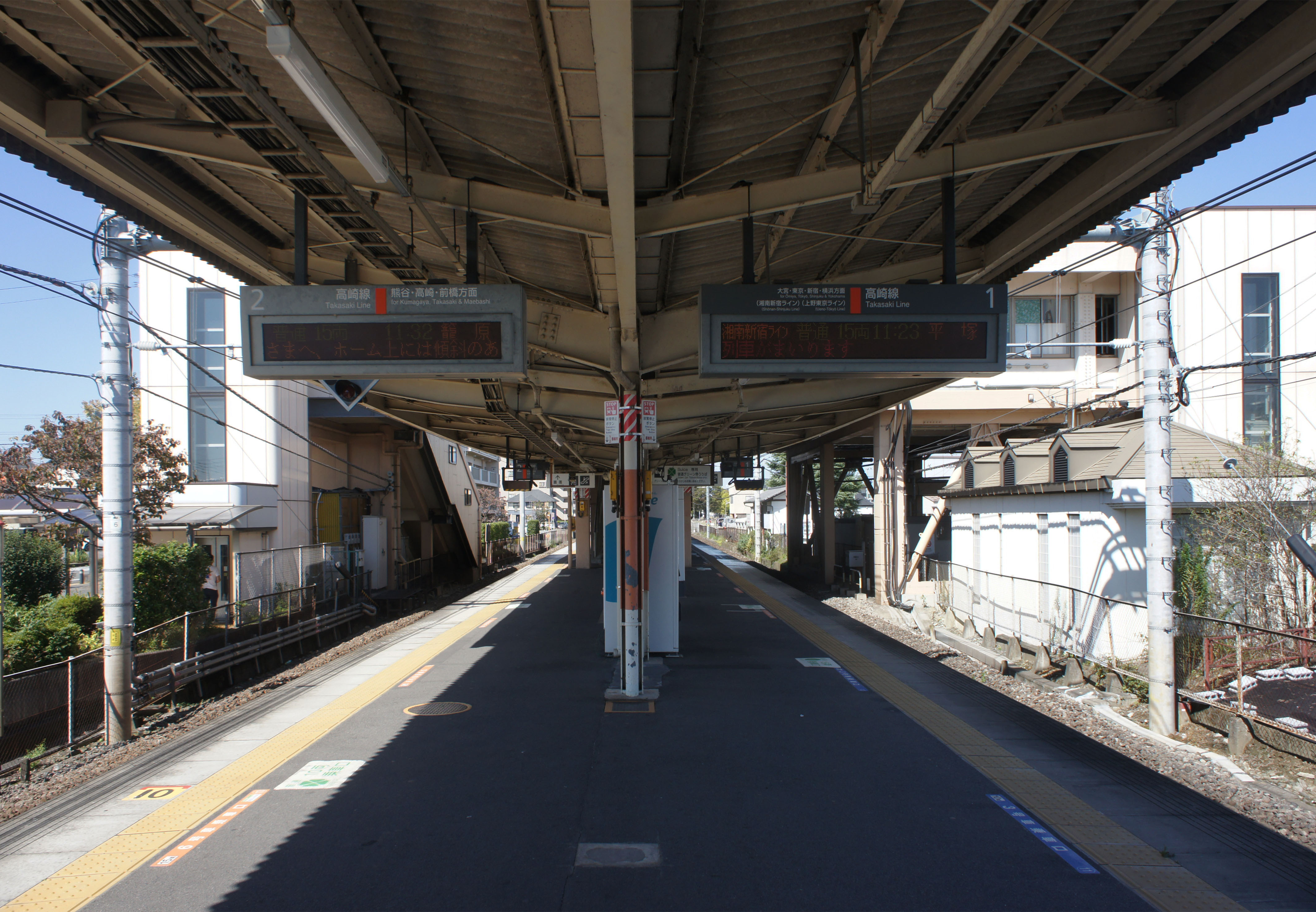
ホーム（2021年10月）

## 利用状況
2023年度（令和5年度）の1日平均乗車人員は5,734人である。
JR東日本および埼玉県統計年鑑によると、1990年度（平成2年度）以降の1日平均乗車人員の推移は以下の通り。
| 年度               | 1日平均 乗車人員 | 出典     |
| ------------------ | ---------------- | -------- |
| 1990年（平成02年） | 6,304            |          |
| 1991年（平成03年） | 6,735            |          |
| 1992年（平成04年） | 6,985            |          |
| 1993年（平成05年） | 7,228            |          |
| 1994年（平成06年） | 7,283            |          |
| 1995年（平成07年） | 7,372            |          |
| 1996年（平成08年） | 7,564            |          |
| 1997年（平成09年） | 7,513            |          |
| 1998年（平成10年） | 7,482            |          |
| 1999年（平成11年） | 7,338            | [ * 1 ]  |
| 2000年（平成12年） | 7,295            | [ * 2 ]  |
| 2001年（平成13年） | 7,196            | [ * 3 ]  |
| 2002年（平成14年） | 7,220            | [ * 4 ]  |
| 2003年（平成15年） | 7,156            | [ * 5 ]  |
| 2004年（平成16年） | 7,116            | [ * 6 ]  |
| 2005年（平成17年） | 7,135            | [ * 7 ]  |
| 2006年（平成18年） | 7,168            | [ * 8 ]  |
| 2007年（平成19年） | 7,161            | [ * 9 ]  |
| 2008年（平成20年） | 7,015            | [ * 10 ] |
| 2009年（平成21年） | 6,796            | [ * 11 ] |
| 2010年（平成22年） | 6,750            | [ * 12 ] |
| 2011年（平成23年） | 6,792            | [ * 13 ] |
| 2012年（平成24年） | 6,809            | [ * 14 ] |
| 2013年（平成25年） | 6,962            | [ * 15 ] |
| 2014年（平成26年） | 6,776            | [ * 16 ] |
| 2015年（平成27年） | 6,812            | [ * 17 ] |
| 2016年（平成28年） | 6,767            | [ * 18 ] |
| 2017年（平成29年） | 6,655            | [ * 19 ] |
| 2018年（平成30年） | 6,660            | [ * 20 ] |
| 2019年（令和元年） | 6,569            | [ * 21 ] |
| 2020年（令和02年） | 4,778            |          |
| 2021年（令和03年） | 5,010            |          |
| 2022年（令和04年） | 5,404            |          |
| 2023年（令和05年） | 5,734            |          |

行田市域に位置する駅であるが、後述の通り、熊谷市境及び鴻巣市境にも近く、これら2市の住民等の一部も利用する。そのため、駅周辺には行田市営駐輪場のほか、行田・熊谷市境には両市共同運営の駐輪場も所在している。

## 駅周辺

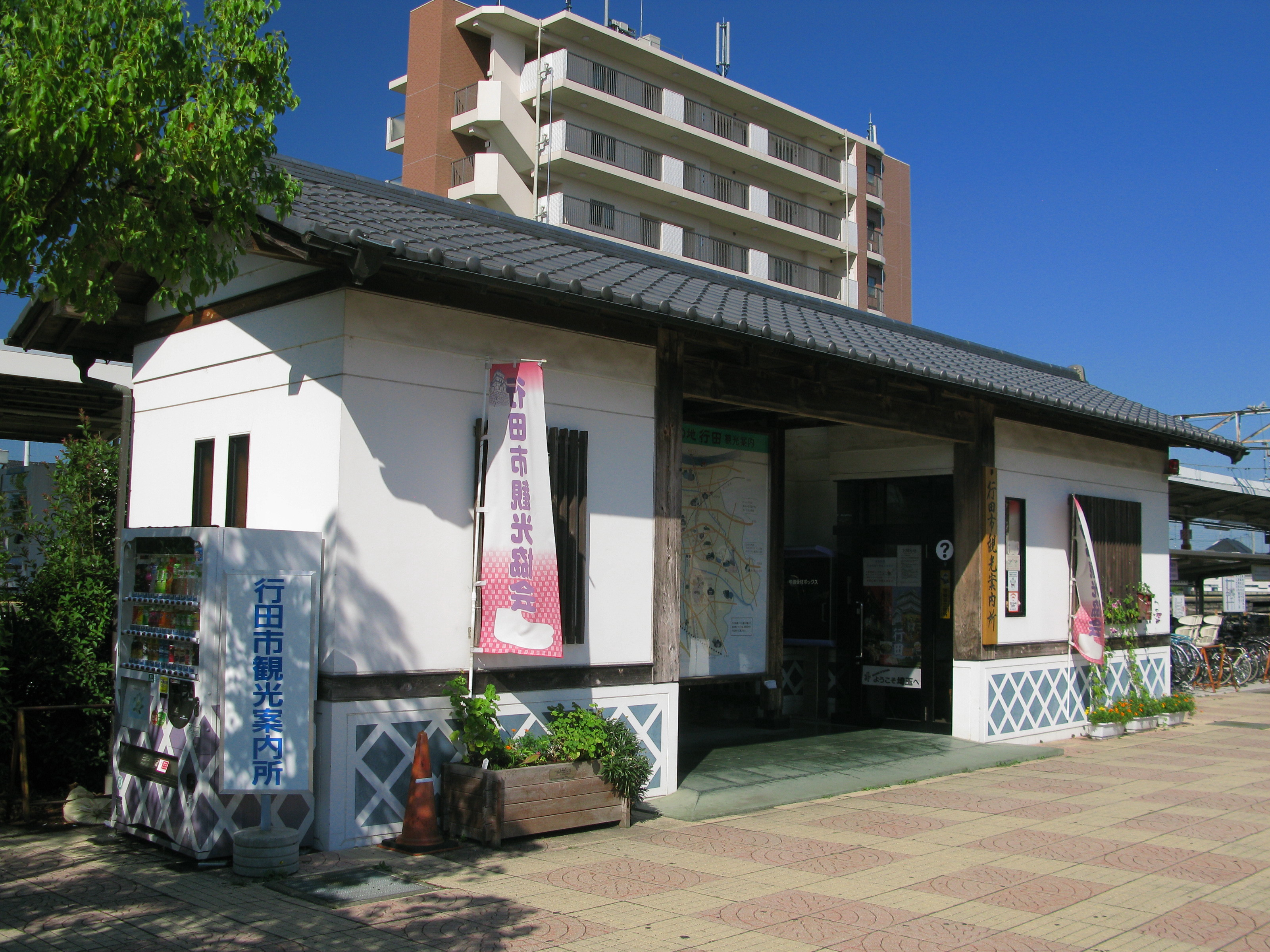
行田市観光案内所

当駅を中心とした半径0.5 km程の範囲が行田市内である。西口から直角に伸びる道路の突き当たりに荒川の堤防が見えるが、その手前にあるマンションから先は熊谷市内である。行田市の市街地を初めとした他地域へは、東口から北東方向に伸びる埼玉県道138号行田停車場線沿いに繋がっている。
高崎線線路沿いで言えば、高崎方は当駅ホームを抜けた直後に渡る旧元荒川の小さい橋から先は熊谷市、大宮方も100メートル程（1つ目に越える行田市内唯一の高崎線踏切である「行田市踏切」の少し先）で鴻巣市に入る。
東口駅前広場は、2020年-2021年にかけて再整備されており、吹上駅寄りにあった壱里山町公園を閉鎖移転し、ロータリーが全体的に吹上駅寄りに半分ずれた形となった。元は市街地へ向かう県道行田停車場線がロータリーに直結しておらず中間地点で線路に並行する市道にぶつかっており、出入り共に市道経由の右左折が必須となっていたが、移転後はロータリー出入口と県道が直結された（市道側が一時停止に改められている）。旧バスのりばなど熊谷駅寄りの交番前や観光案内所がある側の跡地は広い歩行者空間となった。今後、複合施設の建設や、駅舎改札階からデッキをロータリーを跨いで県道歩道に繋ぎ歩行者経路を直線化する構想もあるが、確定していない。
- 行田市観光案内所（観光レンタサイクル取扱）
- 行田警察署行田駅前交番
- 国道17号
- 行田駅前郵便局
- 岩崎電気株式会社 埼玉製作所
- 埼玉縣信用金庫 熊谷本部・熊谷東支店
- 東京電力 熊谷支社分館
- ウニクス鴻巣
- 行田総合病院
- 荒川
- 元荒川

## バス路線
東口ロータリーにある『JR行田駅前』停留所にて、行田市内循環バス（コミュニティバス）が乗り入れる。
- 1番のりば：南大通り線コース：工業団地行（朝日自動車加須営業所）
- 2番のりば：西循環コース（忍城バスターミナル行）（朝日自動車加須営業所）
- 3番のりば：観光拠点循環コース（大堰観光バス）
- 臨時のりば：古代蓮の里シャトルバス：古代蓮の里行（大堰観光バス） ※蓮開花期間のみ

※ 2025年10月1日、 西口前に『JR行田駅西口』停留所が新設され、熊谷市コミュニティバスゆうゆうバスのムサシトミヨ号が乗り入れを開始する予定。

## 隣の駅
東日本旅客鉄道（JR東日本）
■高崎線
■特別快速・■快速「アーバン」
通過
■普通
吹上駅 - 行田駅 - 熊谷駅

### 記事本文